# دیلون‌ویل، شهرستان جفرسون، اوهایو
دیلون‌ویل (به انگلیسی: Dillonvale) یک روستا در ایالات متحده آمریکا است که در شهرستان جفرسون، اوهایو واقع شده‌است. دیلون‌ویل ۱٫۰۴ کیلومتر مربع مساحت و ۶۶۵ نفر جمعیت دارد و ۲۲۴ متر بالاتر از سطح دریا واقع شده‌است.